# Église Saint-Ferréol d'Ally
L'église Saint-Ferréol est située à Ally dans le Cantal, en France.

## Histoire
Le chevet, l'abside, et la travée droite du chœur sont inscrits au titre des monuments historiques depuis 1987.

## Galerie de photos

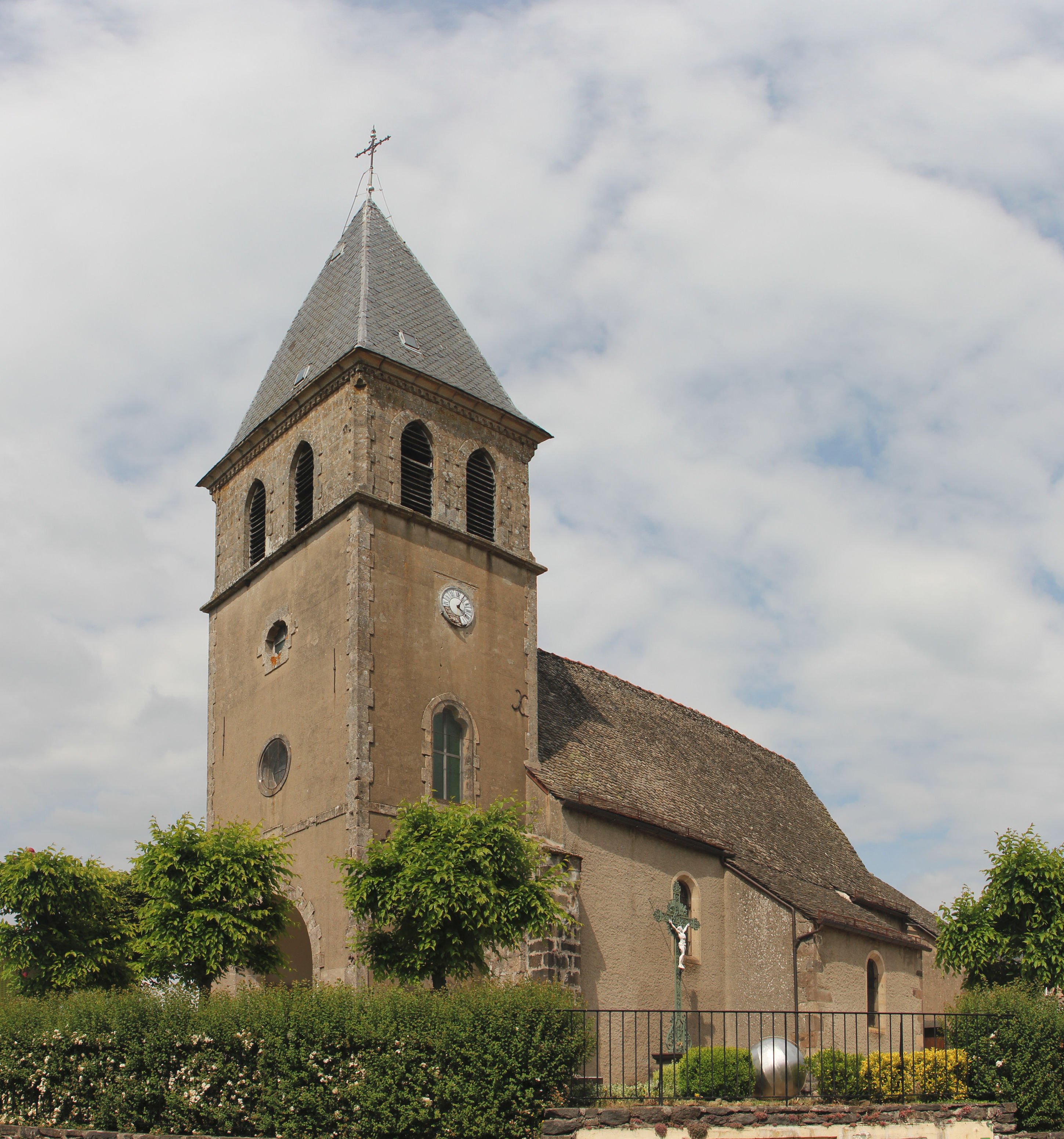
Façades Ouest et Sud.
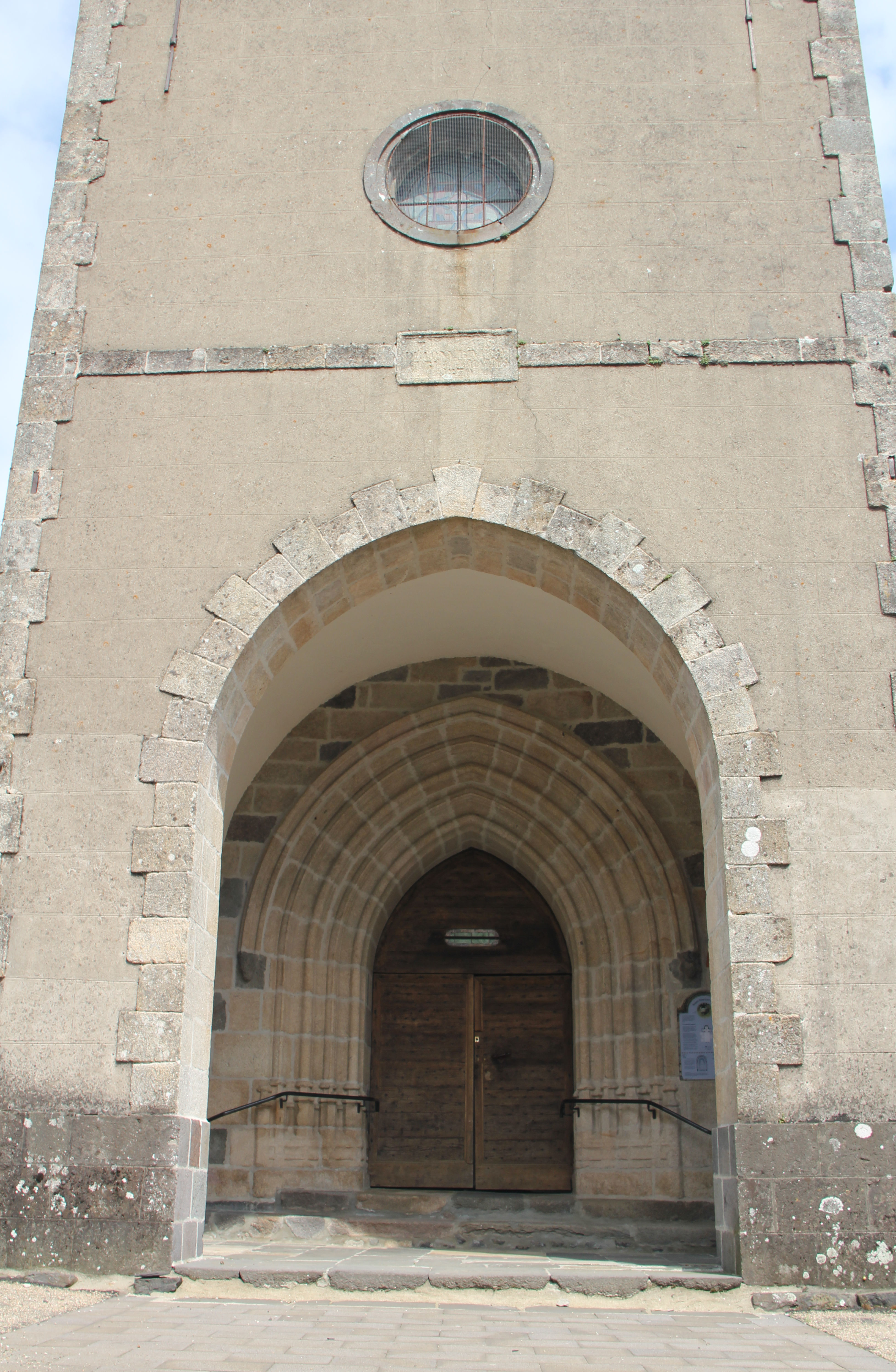
Façade Ouest avec le porche d'entrée.